# شهرستان بدره (عراق)
شهرستان بدره (به عربی: قضاء بدرة) یک شهرستان در عراق است که در استان واسط واقع شده‌است. مرکز این شهرستان شهر بدره است.